# Sentein
Sentein is een gemeente in het Franse departement Ariège (regio Occitanie) en telt 147 inwoners (1999). De plaats maakt deel uit van het arrondissement Saint-Girons.

## Geschiedenis
Sentein was onderdeel van het kanton Castillon-en-Couserans tot tot dit op 22 maart 2015 werd opgeheven en en de gemeente werd opgenomen in het op diezelfde dag gevormde kanton Couserans Ouest.

## Geografie
De oppervlakte van Sentein bedraagt 51,3 km², de bevolkingsdichtheid is 2,9 inwoners per km².
De onderstaande kaart toont de ligging van Sentein met de belangrijkste infrastructuur en aangrenzende gemeenten.

## Demografie
Onderstaande figuur toont het verloop van het inwonertal (bron: INSEE-tellingen).

Vanwege een beveiligingsprobleem met de MediaWiki Graph-software is het momenteel niet mogelijk deze grafiek weer te geven. Zodra de software is bijgewerkt zal de grafiek vanzelf weer zichtbaar worden.